# Gmina Skrad
Gmina Skrad (chorw. Općina Skrad) – gmina w Chorwacji, w żupanii primorsko-gorskiej. W 2011 roku liczyła  1062 mieszkańców.